# Camden
|  | Per a altres significats, vegeu «Camden (desambiguació)». |

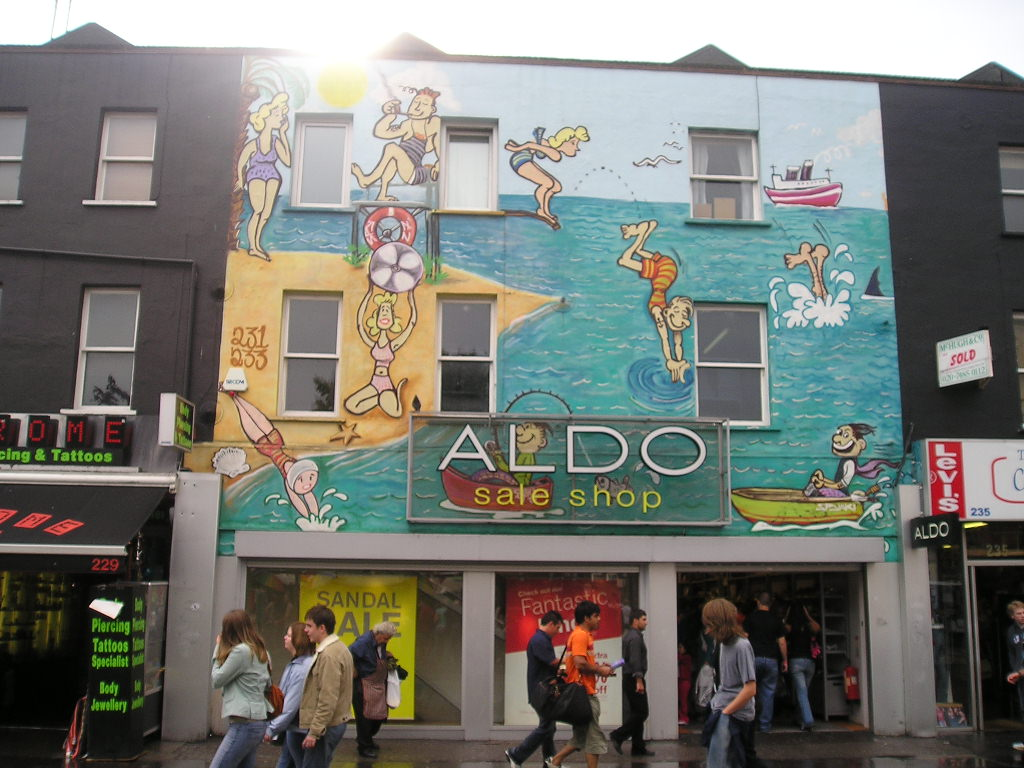
Camden Town

Camden és un districte (borough) de la ciutat Londres, Regne Unit, situat al nord de la Ciutat de Londres i del districte de Ciutat de Westminster. Forma part del Londres Interior, i algunes parts del sud del districte pertanyen a Central London, o centre de la ciutat. Està governant pel Consell de Camden (Camden Council).
Sobretot l'àrea de Camden Town és molt famosa arreu del món pels seus mercats, a la dècada de 1960 es va convertir en el centre de la cultura alternativa.

## Etimologia
El districte administratiu prengué com a nucli l'àrea de Camden Town, que rep el nom al seu torn del primer comte de Camden (Earl Camden), Charles Pratt. El seu títol de comte (earldom) va ser creat basant-se en la seva possessió, Camden Place, prop de Chislehurst (Kent). Avui en dia aquesta àrea forma part del Gran Londres, i va anar a parar a mans de l'historiador William Camden. El nom, que apareix ja a un mapa de la ciutat de 1822 (Ordnance Survey map), es va fer servir al començament del segle XX referit al grup d'artistes Camden Town Group. El districte va néixer el 1965.

## Barris
El districte de Camden està compost pels següents barris.
| - Agar Town - Belsize Park - Bloomsbury - Brondesbury - Camden Town - Chalk Farm - Covent Garden - Cricklewood - Dartmouth Park | - Fitzrovia - Fortune Green - Frognal - Gospel Oak - Hampstead - Highgate - Holborn - Kentish Town - Kilburn | - King's Cross Central - Kings Cross - Peckwater estate - Primrose Hill - Regent's Park Estate - Saffron Hill - St Pancras - Somers Town - South Hampstead | - Swiss Cottage - Tufnell Park - West End of London - West Hampstead |